# Brunt!
Brunt! – Nationalistisk & nazistisk mobilisering i vår närmaste omvärld under efterkrigstiden är en antologi utgiven i april 2007 av bokförlaget Atlas, ISBN 978-91-85677-53-5. Boken behandlar, vad förlaget kallar, valframgångar för ett invandringsfientligt populistparti samt hur en moderniserad och aggressiv extremhöger vuxit fram det senaste decenniet.
Redaktör för antologin var Mats Deland och Charles Westin. Bland skribenterna märks Mattias Gardell, Heléne Lööw bland andra forskare och antirasister.
Antologin fick viss uppmärksamhet då Antifascistisk Aktions underrättelseavdelning AFA dokumentation bidragit med ett kapitel. Organisationen skrev om de nya organisationsmodellerna bland svenska nazister.  I förordet presenteras AFA som antirasistiska aktivister vilket bland andra Dagens Nyheters ledarsida reagerade mot.